# 西川庄六 (3代)
3代目西川 庄六（にしかわ しょうろく、元禄7年（1694年） - 寛政7年（1795年））は、近江商人西川利右衛門家分家西川庄六家（現、メルクロス株式会社）当主。庄六家最盛期を築くと共に、俳諧においても多くの秀作を残した。

## 生涯
3代西川庄六は、元禄7年（1694年）に 近江国蒲生郡八幡（現滋賀県近江八幡市）に生まれ、幼名を五郎と称した。父は庄六家の本家に当たる4代目西川利右衛門数常。
16歳の時に2代目西川庄六（通称利兵衛）の養嗣子となり、享保7年（1744年）に養父の死去により家督を継ぎ3代目西川庄六、諱を数久と改めた。
3代目庄六は祖業である畳表・縁地・蚊帳の他に琉球黒糖を取り扱い、貴重品である砂糖は引く手数多で商いは盛況を極めた。また、実父4代目利右衛門の支援を得て江戸日本橋に出店、西川庄六家の最盛期を築いたと言われる。
また、原元佃房（げんげんつくだ）の門に入り「可昌」と号し、多くの秀句を残した。北陸地方・中国地方の俳人とよく交わり加賀千代女とも交友があったと伝えられる。出店や商い先への往来に伴い各地で吟行を行った。
当時近江商人の家庭では、謡曲・和歌・俳諧・囲碁・蹴鞠・浄瑠璃・華道・茶道等を嗜み、家業の為高度な商才が必要とされると共に高度な教養も求められた。
寛政7年（1795年）に死去したが、9人の子宝にも恵まれ、長男は本家利右衛門家を継ぎ（西川利右衛門 (7代)）、3男が4代目庄六となった。なお、次男は亀蔵家・4男は理左衛門家を新たに興した。

### 家族・親族
- 実父：西川利右衛門 (4代)
- 養父：西川庄六 (2代)
- 長男：西川利右衛門 (7代)
- 次男：西川亀蔵 (初代)
- 3男：西川庄六 (4代)
- 4男：西川理左衛門 (初代)

## 代表句
原元佃房の霊前に捧げた句より
- 烟たつ野末の家や柿紅葉
- 山吹にうるおす啁や宇治の旅
- 燕にならんで鳰の出舟哉
- 面影ははやふる雪の仏かな